# Erioptera dyari
Erioptera dyari är en tvåvingeart som beskrevs av Alexander 1924. Erioptera dyari ingår i släktet Erioptera och familjen småharkrankar. Inga underarter finns listade i Catalogue of Life.